# 紀元前350年代
紀元前350年代（きげんぜんさんびゃくごじゅうねんだい）は、西暦による紀元前359年から紀元前350年までの10年間を指す十年紀。

## できごと

### 紀元前359年
- 秦の公孫鞅、法家主義に基づく変法を始める。

### 紀元前350年
- 秦が咸陽に遷都。

## 誕生
- 紀元前359年 - ピリッポス3世、マケドニア王国の王（+ 紀元前317年）
- 紀元前356年7月21日 - アレクサンドロス3世、マケドニア王国の王（+ 紀元前323年）